# Мит за пещерата
 Митът за пещерата, познат още като Алегория за пещерата, Платоновата пещера и Притчата за пещерата, е алегория, използвана от гръцкия философ Платон в неговото съчинение „Държавата“.

## Произведение
Написан е като въображаем диалог между учителя на Платон Сократ и брата на Платон Главкон в началото на Книга VII.
В диалога Сократ описва група хора, които живеели оковани за стената в пещера през целия си живот, обърнати с лице към стената. Хората наблюдават сенките на стената от неща, минаващи пред огъня зад тях и започват да приписват форми на тези сенки. Според Сократ сенките са най-близкото нещо до реалността, което затворниците могат да видят. След което той добавя, че философът е като затворник, но който е освободен от пещерата и разбира, че сенките на стената не представляват изобщо реалността, тъй като е способен да възприеме истинската форма на реалността вместо обикновените сенки виждани от затворниците.

## В пещерата
Във въображаемия диалог на Платон, Сократ започва като описва сценарий, в който това което хората възприемат за реално всъщност ще е илюзия. Той иска от Главкон да си представи пещера, обитавана от затворници, които са оковани и държани неподвижни от детство: освен че техните ръце и крака са държани неподвижно и техните мозъци са промити като са задължени да гледат в стената пред тях. Зад затворниците има огромен огън, а между затворниците и огъня има пътека, по която ходят хора, носещи предмети на главите си „включващи фигури на хора и животни направени от дърво, камък и други материали“. Затворниците наблюдават сенките, хвърляни от хората без да знаят, че това са сенки. Има и ехо чрез стената от шума от пътеката.
Сократ изказва предположение, че затворниците приемат сенките за живи, а ехото за истински звук, а не просто отражение на реалността, тъй като те са всичко, което те са виждали или чували. Те биха възхвалявали всеки, който най-добре би познал коя сянка ще се появи като някой който познава природата на света и цялото общество би зависило от сенките на стената.

### Освобождение от пещерата
Сократ после допуска, че затворник е освободен и му е позволено да се изправи. Ако някой му покаже нещата, които са хвърляли сенките, той не би ги разпознал като това, което са и не би могъл да ги назове; той би вярвал, че сенките на стената са по-реални от това, което вижда.

## Диалектика
Алегорията е свързана с Платоновата Теория за формите, според която формите (или идеите), а не материалният променящ се свят, който ни е познат чрез усещането, притежават най-висшата и фундаментална реалност. Само познанието на формите съставлява истинско познание. В допълнение, алегорията на пещерата е опит да се обясни мястото на философа в обществото или това е опит за просветление на затворниците.
Алегорията за пещерата е представена от Платон след метафората за слънцето и аналогията за разделената линия. Алегориите са обобщени чрез диалектиката в края на Книги VII и VIII.